# 14 prairial
14 floréal 14 messidor
Le quartidi 14 prairial, officiellement dénommé jour de l'acacia, est le 254e jour de l'année du calendrier républicain.
C'était généralement le 2e jour du mois de juin dans le calendrier grégorien.